# Oswald Henke

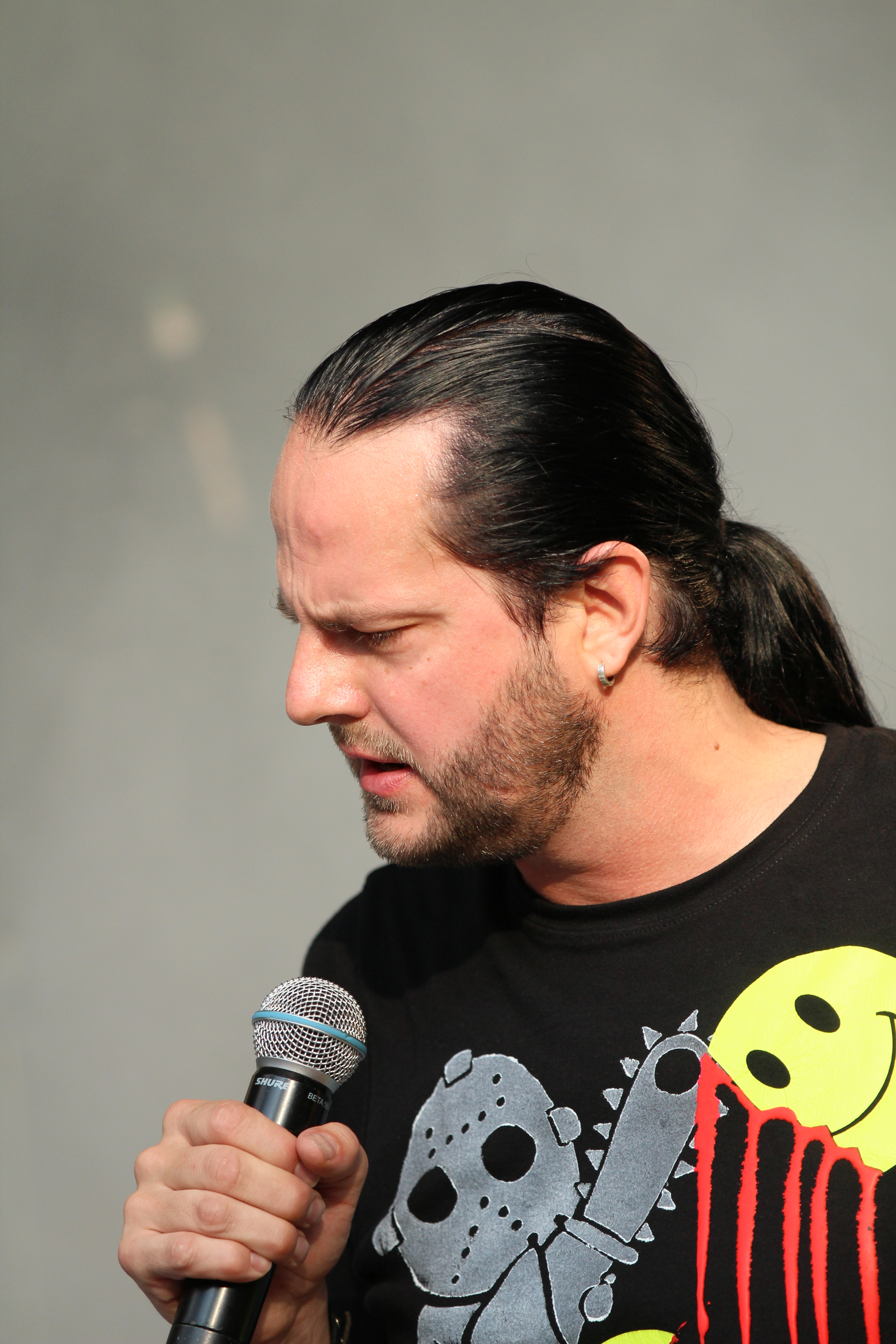
Oswald Henke auf dem Nocturnal Culture Night Festival 2014

Oswald Henke (* 1967) ist ein deutscher Sänger, Komponist, DJ, Buchautor und Kolumnist.

## Leben
Oswald Henke lebte zunächst in Schongau und absolvierte eine Ausbildung zum Krankenpfleger. Später zog er in die Nähe von Bayreuth und engagierte sich im Management des Danse-Macabre-Labels. Anfang 1991 gab er diesen Posten auf und widmete sich seiner DJ-Tätigkeit im Bayreuther Szene-Club Die Etage.
Seine Bekanntheit verdankt Oswald Henke vor allem seiner Band Goethes Erben, bei der er seit 1989 als Komponist und Sänger mitwirkt. Die Bezeichnung „Sänger“ trifft jedoch nur bedingt zu, da nach Aussage von Henke selbst es mehr eine Art Sprechgesang ist, die er darbietet. Demzufolge findet man in vielen seiner musikalischen Werke in der Besetzungsliste seinen Namen hinter der Funktion „Worte“ anstelle von „Gesang“. Diese Funktion übernahm er auch bei seinen beiden musikalischen Projekten fetisch:Mensch und Henke, sowie bei den inzwischen ebenfalls aufgelösten Bands Erblast und Artwork. Letzterer Band gehörte er allerdings nie an, war aber regelmäßig als Gastsänger involviert.
Ins Zentrum von Goethes Erben setzt Henke die deutsche Sprache, womit sich seine künstlerische Tätigkeit dabei nicht allein auf die Musik beschränkt. Bei der Band Erblast bestand diese Fokussierung nicht, sodass im Gegensatz zu den Songs von Goethes Erben die Texte oft in Englisch verfasst sind.
Henke schrieb regelmäßig die Kolumne „Henke Trocken“ für das deutsche Musikmagazin Orkus, welche mittlerweile als „Henke Digital“ auf seiner Homepage weiter geführt wird. Ebenso ist er der Autor mehrerer Bücher, darunter Spaziergang durch ein Minenfeld und FSK 18 – Tendenziell menschenverachtend, mit denen Henke mit Buchlesungen auf Tour gegangen ist. Sein erstes Buch FSK 18 – Tendenziell menschenverachtend existierte als nummerierte Sonderausgabe nur in Form von 500 Exemplaren, die innerhalb weniger Minuten ausverkauft waren. Später wurde eine Paperback-Version auf den Markt gebracht. Auf 156 Seiten finden sich in dem Werk alle Gedichte der Band Goethes Erben sowie eine Auswahl von Henkes Nebenprojekten.
Ende 2007 legten Goethes Erben eine Pause ein, da laut offiziellem Eintrag auf der Homepage „Oswald Henke und Mindy Kumbalek unterschiedliche Wege gehen werden“. Die Band wurde somit zwar nicht aufgelöst, eine weitere Zukunft blieb jedoch ungewiss. Im Juli 2012 gab Goethes Erben ihre Auflösung endgültig bekannt.
Auch als Schauspieler wirkte Henke bisher in mehreren Projekten mit, wie an den beiden als Musiktheater bezeichneten Theaterstücken Kondition:Macht und Schattendenken, sowie ZeitenWände, welches in Zusammenarbeit mit Markus Förster (Text, Inszenierung und Schauspieler) entstand und im Rahmen des 17. Wave-Gotik-Treffens im Leipziger Schauspielhaus mehrmals aufgeführt wurde.
Aus den aufgelösten Projekten Artwork und Erblast ging schließlich 2006 die, mittlerweile ebenfalls aufgelöste, Band fetisch:Mensch hervor. Sie bestand neben Henke aus Tim Hofmann (E-Gitarre), mit dem Henke schon bei Erblast zusammenarbeitete, sowie Jochen Schoberth (E-Gitarre, Synthesizer) und Dirk Törppe (Schlagzeug). Es handelte sich hierbei um eine Liveband. Mit Manchmal wurde zwar im Herbst 2008 ein komplettes Album zum Download angeboten, eine Veröffentlichung eines Tonträgers gab es aber nicht. 2011 verließen Törppe und Schoberth die Band, sie wurden durch Konrad Schubert (Schlagzeug) und Harald Streitberger (Gitarre) ersetzt.
Im Mai 2009 hatte die Band Henke ihre Premiere in Kulmbach. Seitdem absolvierte die Band Auftritte auf diversen Festivals sowie eigene Konzerte. Das Programm der Band bestand ursprünglich ausschließlich aus Titeln von Oswald Henkes früheren Bands, mit der Zeit entstanden eigens für die Band komponierte Stücke. Henke veröffentlichen im Gegensatz zu fetisch:Mensch Tonträger: Im Februar 2011 erschien die EP „Vom A zum F“ und im April desselben Jahres das Debüt-Album Seelenfütterung begleitet von einer Deutschlandtour. Im März 2013 erschien das 2. Album Maskenball der Nackten, womit Henke von März bis April auf Tour ging. Mitglieder der Band Henke waren neben Oswald Henke: Tobias Schäfer (Piano, Keys, Vocals), Tom Bola (Bass, FX), Stefan Söllner (Gitarre) und Benjamin Küfner (Schlagzeug). Auf mehrfache Nachfrage nach neuen Konzertterminen gab Henke schließlich 2016 bekannt, dass es keine weiteren Alben und Konzerte der Band geben wird.
Im Jahre 2010 wurde der Kurzfilm „Osferatu“ veröffentlicht und auf dem 19. Wave-Gotik-Treffen uraufgeführt. In dieser Neuinterpretation des Klassikers Nosferatu tritt Henke erneut als Schauspieler in Erscheinung.
Goethes Erben spielten anlässlich ihres 25. Bandjubiläums 2014 im Volkspalast Leipzig. Unter dem Titel „Rückkehr ins Niemandsland“ wurden, unterstützt von den Sängerinnen Sonja Kraushofer (L Âme Immortelle) und Julia Klimpel, die Highlights von Henkes musikalischem Schaffen noch einmal auf die Bühne gebracht und auf Video festgehalten. Das Bildmaterial wurde auf DVD veröffentlicht.
2014 erschien außerdem das Buch Narbenverse, auf dessen Basis das Musiktheaterstück Menschenstille entstand, welches im Oktober 2015 an 2 Abenden im Zentrum Bayreuth aufgeführt wurde. Die Videomitschnitte der Aufführungen wurden als DVD veröffentlicht. 2016 erschien die dazugehörige Doku Warum weiterleben?
Im selben Jahr gab Henke bekannt, an einem weiteren Album und einem dazugehörigen Musiktheaterstück mit dem Titel Meinungsstörung zu arbeiten. Die erste Singleauskopplung Lazarus wurde zur Tour im Herbst 2017 veröffentlicht.

## Werke

### Musik
mit Goethes Erben
- 1992: Das Sterben ist ästhetisch bunt
- 1992: Der Traum an die Erinnerung
- 1993: Leben im Niemandsland (Live-Mitschnitt vom 10. Juni 1993 im Zwischenfall, Bochum)
- 1994: Tote Augen sehen Leben
- 1994: Erstes Kapitel (Wiederveröffentlichung von „Der Spiegel, dessen Weg durch stumme Zeugen zum Ende führt“ und „Live Recording“)
- 1995: Goethes Erben (Das „Blaue Album“)
- 1997: Schach ist nicht das Leben
- 1999: Gewaltberechtigt? (Wiederveröffentlichung von „Die Brut“ und „Sitz der Gnade“)
- 1999: Kondition: Macht! – Das Musikwerk
- 2001: Nichts bleibt wie es war
- 2005: Dazwischen
- 2018: Am Abgrund
- 2020: Flüchtige Küsse

mit Artwork
- 1994: Ergo Vivamus
- 1996: Madremonio

mit Erblast
- 1996: I
- 1997: II
- 2000: VI
- 2002: Drittgeschlecht

 mit fetisch:Mensch
- 2009: Manchmal

 mit Henke
- 2011: Seelenfütterung
- 2013: Maskenball der Nackten

 mit Christian Dörge
- 1993: Lycia

### Hörspiele
- 2021: Ralf Rabinski …geht zu Fuß
- 2021: Ralf Rabinski …und das seltsame Mädchen

### Filme
- Debilitas
- Glasgarten, Musikvideo, 2001, Regie: Ulrike Rank, Oswald Henke und Peter Heppner[10]
- Osferatu

### Theaterstücke
- ZeitenWände
- Kondition: Macht!
- Schattendenken
- Menschenstille